# Mézières-lez-Cléry
 Mézières-lez-Cléry  es una población y comuna francesa, situada en la región de Centro, departamento de Loiret, en el distrito de Orléans y cantón de Cléry-Saint-André.

## Demografía
| 431 | 433 | 421 | 549 | 583 | 604 |
| Para los censos de 1962 a 1999 la población legal corresponde a la población sin duplicidades (Fuente: INSEE [Consultar]) |     |     |     |     |     |